# Drina (Schiff, 1912)
Die Drina (I) war ein 1912 in Dienst gestellter Ozeandampfer der britischen Reederei Royal Mail Line (RML), der für den Passagier- und Postverkehr zwischen Großbritannien und Südamerika gebaut wurde. Sie war das erste Handelsschiff, das im Ersten Weltkrieg in ein Hospitalschiff umgewandelt wurde. Am 1. März 1917 sank die Drina vor der Küste von Wales, nachdem sie auf eine von einem deutschen U-Boot gelegte Seemine lief.

## Geschichte
Das 11.483 BRT große Dampfschiff Drina wurde auf der renommierten Werft Harland & Wolff im nordirischen Belfast gebaut und lief am 29. Juni 1912 vom Stapel. Sie war eines von fünf Schwesterschiffen, die die Royal Mail Line für den Passagier- und Postverkehr nach Südamerika bauen ließ. Die anderen vier waren die Deseado (1911, 11.475 BRT), die Desna (1912, 11.483 BRT), die Darro (1912, 11.484 BRT) und die Demerara (1912, 11.484 BRT). Alle fünf Schiffe entstanden bei Harland & Wolff.
Die Drina war 152,61 Meter lang, 18,99 Meter breit und hatte einen maximalen Tiefgang von 12,3 Metern. Sie hatte einen Schornstein, zwei Masten, drei Decks und wurde mit zwei achtzylindrigen Vierfachexpansions-Dampfmaschinen angetrieben, die auf zwei Propeller wirkten und bei 680 nominalen Pferdestärken eine Höchstgeschwindigkeit von 13,5 Knoten ermöglichten. Ihre Passagierkapazität lag bei 95 Passagieren der Ersten, 38 der Zweiten und 800 der Dritten Klasse. Die Jungfernfahrt der Drina von Liverpool nach Buenos Aires fand im Dezember 1912 statt.
Im August 1914 wurde die Drina nach weniger als zwei Jahren im zivilen Passagierverkehr von der britischen Admiralität zum Kriegsdienst eingezogen und in ein Hospitalschiff umgewandelt. Sie war das erste Handelsschiff im Ersten Weltkrieg, dem dies widerfuhr. Nach kurzer Zeit als HMHS (His Majesty’s Hospital Ship) Drina wurde sie jedoch wieder der Royal Mail Line übergeben und kehrte zu ihrem ursprünglichen Einsatzzweck als Passagierschiff zurück.

## Versenkung
Am Donnerstag, dem 1. März 1917 befand sich die Drina unter dem Kommando von Kapitän C. V. Fletcher auf einer weiteren Fahrt von Buenos Aires nach Liverpool mit Zwischenstopps in Lissabon und Falmouth. An Bord befanden sich 148 Besatzungsmitglieder, 189 Passagiere und 4000 Tonnen Fracht, darunter Holz, Kaffee und Fleischwaren.
Um 23.57 Uhr am Abend des 1. März lief die Drina vor Milford Haven zwei Seemeilen westlich der Insel Skokholm an der walisischen Küste auf eine Seemine, die von dem deutschen U-Boot UC 65 (Kapitänleutnant Otto Steinbrinck) gelegt worden war. Etwa 45 Minuten später erfolgte ein weiterer Torpedoeinschlag. Alle Passagiere konnten gerettet werden, aber 15 Besatzungsmitglieder kamen ums Leben. Die meisten davon stammten aus der Gegend um Liverpool. Das Schiff sank auf den Koordinaten 51° 41′ N, 5° 20′ W.

## Wrack
Das Wrack der Drina liegt vor Skokholm in 60 Metern Tiefe auf seiner Steuerbordseite. Das Oberdeck befindet sich 42 Meter unter der Wasseroberfläche.